# امامزاده شاه فضل‌الله
امامزاده شاه فضل‌الله یک منطقهٔ مسکونی در ایران است که در دهستان بنارویه واقع شده‌است.